# 膠角耳
胶角耳（学名：Calocera viscosa），又称为鹿胶角菌，是花耳目花耳科胶角耳属的一种真菌。本物种很常见，夏秋季在云杉、冷杉等针叶树的苔藓覆盖的腐木或木桩上成丛或成簇生长。下部偏圆，上部有二至三叉状分枝，形状似鹿角而得名。其高度为4-8cm，粗度为0.3-0.6cm。颜色鲜艳，为金黄色或橙黄色，往往顶部颜色较深。子实层生于表面。担子呈叉状，淡黄色。孢子光滑，呈椭圆形或肾形。该真菌可以食用，无明显味道。